# Кириллов, Алексей Евгеньевич
Алексей Евгеньевич Кириллов (род. 18 июня 1993, Новокузнецк, Кемеровская область) — российский хоккеист, защитник.

## Биография
Начинал заниматься хоккеем в «Металлурге» Новокузнецк. Сезон 2009/10 провёл в школе московского «Спартака». Со следующего сезона стал играть в команде МХЛ «Кузнецкие медведи». По ходу сезона 2013/14 также провёл четыре матча за «Ладью» Тольятти и один — за «Кристалл» Бердск. В 2014 году перешёл в московский «Спартак». Сезон 2014/15 провёл в МХК «Спартак» в МХЛ, в сезонах 2015/16 — 2016/17 выступал в КХЛ и за «Химик» Воскресенск в ВХЛ. В сентябре 2017 года перешёл в «Ладу»; в феврале 2016 года провёл два матча за ЦСК ВВС в ВХЛ. Играл в ВХЛ за «Химик» Воскресенск (2018/19), «Металлург» Новокузнецк (2019/20), «Югру» (2019/20 — 2021/22). Сезон 2022/23 провёл в узбекистанском клубе чемпионата Казахстана «Хумо» Ташкент, затем вернулся в «Югру». 30 октября 2023 года перешёл в «Металлург» Жлобин, с которым стал чемпионом страны. 14 мая 2024 года перешёл в клуб ВХЛ «Норильск».